# ستيفاني ويلسون
ستيفاني ديانا ويلسون (بالإنجليزية: Stephanie Wilson)‏ (ولدت في 27 سبتمبر 1966)، مهندسة أمريكية ورائدة فضاء في وكالة ناسا. سافرت إلى الفضاء ضمن ثلاث بعثات لمكاكيك الفضاء، وهي ثاني امرأة أمريكية أفريقية تسافر إلى الفضاء، بعد ماي جيميسون. قضت 42 يومًا في الفضاء، ما جعلها أكثر رائد فضاء أمريكي من أصل أفريقي يمكث في الفضاء، ذكرًا أكان أم أنثى.

## التعليم
تعلمت في جامعة هارفارد، وجامعة تكساس، أوستن

## عملها مع ناسا
رشحتها وكالة ناسا لتكون رائدة فضاء في أبريل 1996، وسجلت لدى مركز لندون بي جونسون للفضاء في أغسطس 1996. أصبحت بعد أن أكملت عامين من التدريب والتقييم مؤهلة لمهمات الطيران بصفة أخصائي مهمة. كُلِّفت في البداية بواجبات فنية في فرع عمليات محطة الفضاء التابع لمكتب رواد الفضاء للعمل على الإجراءات المرتبطة بالحمولة في محطة الفضاء. خدمت لاحقًا في فرع كابكوم في مكتب رواد الفضاء، وعملت في مراقبة الرحلات بصفة متواصل رئيسي مع رواد الفضاء في المدار. كُلِّفت ويلسون بعد عملها في مراقبة الرحلات بواجبات فنية في فرع عمليات مكاكيك الفضاء في مكتب رواد الفضاء. اشتمل عملها على المحركات الرئيسية لمكوك الفضاء والخزان الخارجي ومُعززات الصواريخ الصلبة.
سافرت ستيفاني في ثلاث بعثات مكوكية. سافرت ويلسون على متن بعثة إس تي إس-121 بصفة متخصص مهمة. سافرت أيضًا على متن بعثة إس تي إس-120 التي سلّمت وحدة توصيل هارموني إلى محطة الفضاء الدولية (آي إس إس). سافرت ويلسون في أبريل 2010 بصفة متخصص مهمة على متن إس تي إس-131.
عملت ويلسون في 18 أكتوبر 2019 في مركز التحكم الأرضي في هيوستن لأول رحلة سير في الفضاء، والتي أدتها رائدتا الفضاء كريستينا كوش وجيسيكا مائير.

### خبرتها في رحلات الفضاء
إس تي إس-121

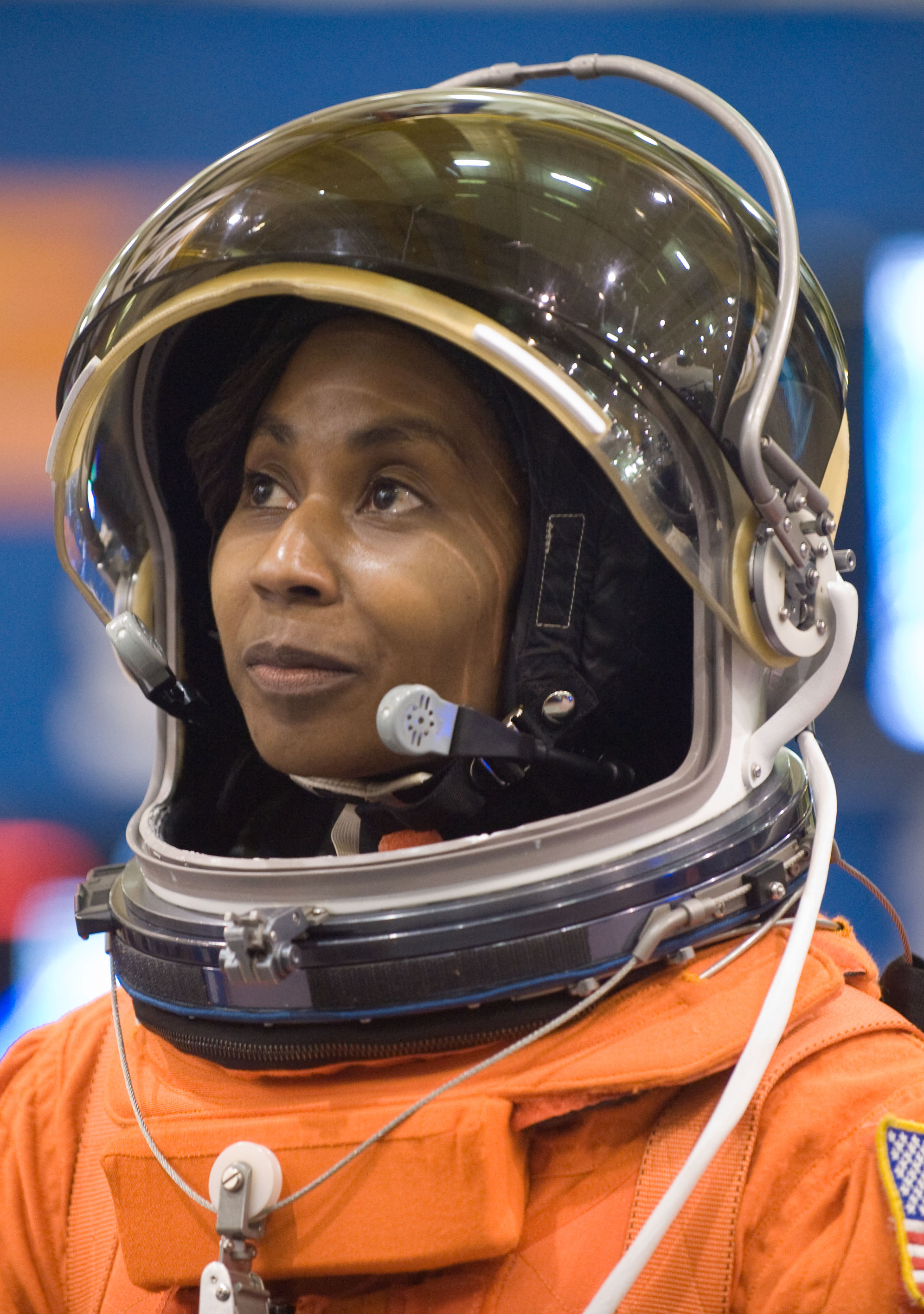
ويلسون تشارك في جلسة تدريبية في منشأة نموذج المركبة الفضائية في مركز لندون بي جونسون للفضاء التابع لناسا

كانت إس تي إس-121 (4-17 يوليو 2006) بعثة اختبار لعملية العودة إلى الرحلة ورحلة تجميع إلى محطة الفضاء الدولية. اختبر طاقم مكوك الفضاء ديسكفري خلال الرحلة التي استغرقت 13 يومًا معدات وإجراءات جديدة تزيد من سلامة المكاكيك الفضائية، وأصلح عربة سكك في محطة الفضاء الدولية، وقدّم صورًا عالية الدقة للمكوك لم يُر لها مثيل خلال عملية إطلاقه وبعدها في 4 يوليو. دعمت ويلسون عمليات الذراع الروبوتية لفحص المركبات وتركيب وحدة اللوجستيات متعددة الأغراض والأنشطة خارج المركبة، وكانت مسؤولة عن نقل أكثر من 28,000 رطل من الإمدادات والمعدات إلى محطة الفضاء الدولية. أجرى الطاقم أيضًا عمليات صيانة على المحطة الفضائية وأوصل عضوًا جديدًا من طاقم إكسبدشن إلى المحطة. أُنجزت المهمة خلال 306 ساعة و37 دقيقة و54 ثانية.

#### إس تي إس-120
كانت إس تي إس-120 (23 أكتوبر - 7 نوفمبر 2007) رحلة لمكوك فضاء عبر مسافة 6.25 مليون ميل إلى محطة الفضاء الدولية (آي إس إس). سلّمت البعثة وحدة هارموني، وأعادت تشكيل دعامات الوحدة بي 6 استعدادًا لمهمات التجميع المستقبلية. حملت إس تي إس- 120 عضو طاقم إكسبدشن 16 الجديد، دانييل تاني، وأعادت عضو طاقم إكسبدشن 15 وإكسبدشن 16، كلايتون أندرسون. أجرى الطاقم أربع عمليات سير في الفضاء واختبر طريقة إصلاح لم تختبر مسبقًا على المصفوفة الشمسية للمحطة. أُنجزت المهمة خلال 15 يومًا وساعتين و23 دقيقة، أكملت خلالها المركبة 238 دورة في مدار الأرض.

## ريادة الفضاء
شاركت في المهمات الفضائية:
- STS-121
- STS-131
- STS-120.